# Constantin Doukas (usurpateur)
Pour les articles homonymes, voir Constantin Doukas.
Constantin Doukas (ou Doucas), mort en 913, est un général byzantin qui tenta de s'emparer du trône.

## Biographie

### Carrière
Fils d'Andronic Doucas, général de Léon VI et domestique des Scholes en 905/906, il apparaît dans les annales au printemps 904, quand il procède à l'arrestation de l'eunuque Samonas, qui apparemment s'enfuyait avec son argent en territoire musulman, et il le ramène à Constantinople. Selon les chroniques, l'empereur lui-même tente de persuader Constantin de confirmer le système de défense de Samonas, qui soutenait qu'il n'avait pas tenté de passer à l'ennemi, mais se rendait dans un lieu de pèlerinage. Constantin aurait d'abord accepté de dire ce qu'on attendait de lui, mais se serait ravisé en entendant les formules de serment solennel devant le sénat. Refusant de se parjurer, il aurait chargé Samonas. L'empereur, furieux contre Doucas, ne condamna d'ailleurs l'eunuque qu'à quatre mois d'arrêts de rigueur, et lui rendit ensuite toutes ses dignités. Selon les chroniqueurs, ce fut l'origine de la haine de Samonas envers la famille Doucas.
En 906, Andronic, domestique des Scholes, refusa d'obéir à un ordre de l'empereur lui enjoignant de se joindre à la flotte de l'amiral Himérios pour attaquer les musulmans : il aurait été averti par de mystérieuses lettres qu'il devait être arrêté et aveuglé par Himérios. Après une victoire de l'amiral sur les Arabes (octobre 906), Andronic, déchu de son grade et déclaré rebelle, se réfugia avec sa famille et sa clientèle dans la forteresse de Kabala, près d'Iconium. Samonas prétendit avoir découvert un complot de grande ampleur impliquant non seulement Andronic, mais le patriarche Nicolas Ier, qui fut arrêté et contraint à la démission. Le nouveau domestique des Scholes, qui n'était autre que Grégoire Ibéritzès, beau-père de Constantin, fut envoyé réduire la forteresse de Kabala. Mais une armée musulmane venant de l'émirat de Tarse se porta au secours des rebelles, et la famille Doucas put se replier en toute sûreté en territoire musulman (avril-mai 907).
D'abord logés à Tarse, Andronic et Constantin furent emmenés à Bagdad, capitale du califat. Andronic y reçut un message secret de l'empereur Léon, qui, par l'effet des intrigues de Samonas, selon les chroniques, tomba entre les mains du grand vizir. En conséquence, Andronic fut mis aux arrêts et forcé de se convertir à l'islam. Quant à Constantin, au cours de l'année 908, il parvint à s'enfuir de Bagdad et à regagner le territoire byzantin par l'Arménie. Il fut accueilli à bras ouverts par l'empereur, qui venait d'ailleurs de se défaire de Samonas (été 908) : une cérémonie de bienvenue fut organisée dans le Chrysotriklinos du Grand Palais. Beaucoup de membres de la clientèle des Doukai regagnèrent aussi Byzance et furent réintégrés dans le service impérial.
Dès 909, Constantin avait été nommé stratège du thème de Charsianon, frontalier de l'émirat musulman de Tarse. Avant 913, il succéda à son beau-père Grégoire Ibéritzès comme domestique des Scholes, signe de victoires remportées contre les Arabes. Léon VI mourut en mai 912, remplacé par son demi-frère Alexandre, qui régna de mai 912 à sa mort en juin 913. Les deux se détestaient, et dès son avènement, Alexandre s'empressa, entre autres, de déposer le patriarche Euthyme, un proche de Léon, et de restaurer Nicolas le Mystique, le patriarche que son prédécesseur avait contraint à la démission. Il s'ensuivit d'ailleurs un schisme dans le clergé.

### Tentative d'usurpation
C'est au moment où Alexandre était sur son lit de mort, rongé par un cancer, que se noua le dramatique épisode de la tentative d'usurpation de Constantin Doucas. Au début de l'année, l'empereur mourant avait provoqué le déclenchement d'une guerre avec le prince Siméon Ier de Bulgarie en refusant le versement du tribut annuel prévu par le traité de 896; Doucas, domestique des Scholes, était donc absent de la capitale, préparant l'armée pour les combats à venir. Le patriarche Nicolas attendait avec appréhension la mort de l'empereur: celle-ci signifiait l'avènement du jeune fils de Léon VI, Constantin Porphyrogénète, âgé de sept ans, et donc de sa mère, Zoé Carbonopsina, ennemie mortelle du patriarche. Comment la régence serait-elle réglée? Selon les chroniques, Nicolas écrivit à Constantin une lettre où il l'incitait à revenir à Constantinople et à prendre le pouvoir. En fait, il ne connaissait pas encore les dispositions prises par Alexandre juste avant de mourir: un conseil de régence de sept membres présidé par le patriarche et excluant Zoé.
Constantin, dont l'ambition avait été éveillée, et qui bénéficiait visiblement d'un large soutien dans la capitale et jusque dans les allées du pouvoir, arriva avec un petit nombre d'hommes le 9 juin, trois jours après la mort de l'empereur Alexandre; dans le groupe, il y avait son fils aîné Grégoire et son neveu Michel. Lui-même fut introduit dans la ville nuitamment, par une poterne, et demeura jusqu'à l'aube chez son beau-père Grégoire Ibéritzès. Le matin du 10, ses partisans ouvrirent toutes grandes les portes à sa petite troupe, et il fut salué comme empereur. Un rassemblement populaire eut lieu dans l'Hippodrome, et Constantin y fut proclamé empereur devant la foule. Après quoi il fut conduit en triomphe jusqu'à la Chalkè, la porte monumentale du Grand Palais.
Mais là, la foule de ses partisans tomba sur une force de résistance armée, constituée par les hetaireiai (les régiments étrangers de la garde impériale) et par des hommes de la flotte, qui avaient été amenés depuis le port. La résistance était dirigée par le magistros Jean Eladas, membre du conseil de régence. Quel rôle jouait ici le patriarche Nicolas, président de ce conseil ? Avait-il tourné casaque, voyant qu'il n'avait plus besoin de Constantin ?
Un combat sanglant eut lieu devant la Chalkè. De nombreux partisans de Constantin furent tués par les gardes, dont son fils Grégoire, son neveu Michel et son proche ami Kourtikès. Perdant courage, Constantin tenta de s'enfuir à cheval, mais fut atteint par une flèche. En mourant, il aurait maudit le patriarche Nicolas. Sa tête fut coupée et présentée au jeune empereur Constantin Porphyrogénète.
La répression fut sévère, d'autant que Constantin Doucas avait bénéficié de nombreux appuis : les gens importants comme Grégoire Ibéritzès ou Léon Choirosphaktès furent tonsurés et enfermés dans des monastères; d'autres furent aveuglés ou exilés; des gens de peu furent brûlés sur des bûchers sur la rive asiatique du Bosphore. La famille de Constantin fut exilée dans son domaine de Paphlagonie, et son fils cadet Étienne fut châtré. Les personnages de l'histoire byzantine qui portèrent plus tard le nom « Doukas » étaient probablement apparentés par les femmes aux Doukai du début du Xe siècle, mais il est impossible de reconstituer précisément cette parenté. Un Nicolas Doukas mourut à la bataille de Katasyrtai contre les Bulgares au printemps 917, mais on ignore quel lien de parenté il avait avec Constantin.